# 陳德幸洋樓
陳德幸洋樓，是位於金門縣金沙鎮的一棟宅第，2003年3月31日登錄為金門縣歷史建築。

## 歷史
碧山聚落為金門地區具有閩南傳統文化之宗族聚落，村中建築依山勢緩坡而建，並在20世紀初經歷僑鄉文化的變遷後，村中開始大肆興建融合著中西建築特色的古典洋樓，其中碧山陳氏一族，原籍為河南光州固始，分支為福建泉州晉江深滬鄉。
其中出洋於新加坡的陳德幸，於1926年返回金門並督工建造此棟宅第，後在1934年接受同宗族人陳睿友的後代委託，提撥銀兩在碧山督建興建了睿友學校，
然而待1937年，因中日戰爭爆發，日軍佔領了金門，陳德幸只好棄洋樓與學校逃難於鼓浪嶼，1956年間陳德幸遷到台灣定居後，陳德幸洋樓也因此荒廢至今，當前則為金東地區僑鄉文化的指標建築，並在2003年3月31日登錄為金門縣歷史建築。

## 建築風格
陳德幸洋樓建築為兩層出龜洋樓，意指為正面外廊中央突出本體的西式建築格式，牆身1樓為磚砌，2樓抹灰。屋身構造則為硬山擱檁式，山頭裝飾有傳統十二生肖圖案和鳳凰泥塑裝飾，柱頭上則均雕塑各式花卉、圖飾，精緻的泥塑花樣，當前圍牆和部份結構有坍塌和受損，但洋樓本身牆面依然保存完整。

## 外部連結
- 陳德幸洋樓 - 金門觀光旅遊網 （页面存档备份，存于）
- 陳德幸洋樓 -  文化部iCulture-文化空間 （页面存档备份，存于）